# Bataille de Bakenlaagte
Seconde guerre des Boers
Batailles
Raid Jameson (décembre 1895 - janvier 1896)
- Doornkop

Front ouest (octobre 1899 - juin 1900)
- Kraaipan
- Belmont
- Graspan
- Modder River
- Stormberg
- Magersfontein
- Kimberley
- Paardeberg
- Poplar Grove
- Driefontein
- Sand River
- Mafeking
- Doornkop
- Biddulphsberg
- Lindley
- Diamond Hill

Front est (octobre 1899 - août 1900)
- Talana Hill
- Elandslaagte
- Rietfontein
- Bataille de Ladysmith
- Colenso
- Spion Kop
- Vaal Krantz
- Siège de Ladysmith
- Libération de Ladysmith
- Bergendal

Raids et guérillas (mars 1900 - mai 1902)
- Sanna's Post
- Mostertshoek
- Jammerbergdrift
- Roodewal
- Bothaville
- Leliefontein
- Nooitgedacht
- Vlakfontein
- Groenkloof
- Elands River
- Bloedrivier Poort
- Bakenlaagte
- Groenkop
- Tweebosch
- Rooiwal

La bataille de Bakenlaagte est une bataille qui se déroula au cours de la seconde guerre des Boers le 30 octobre 1901. Les forces combinées du Transvaal oriental des généraux boers Louis Botha, Oppermann, Grobler, Brits et Prinsloo attaquèrent l'arrière garde des troupes britanniques No 3 Flying Column du colonel Benson avec l'ambition d'attaquer le gros de la troupe, et en profitant du temps brumeux et pluvieux.
Cette action fut la conséquence de ce que les Boers ne purent capturer la colonne principale, mais permit la destruction de l'arrière-garde en sous-effectif de 1 contre 4, et se trouvant en position défensive sur Gun Hill surplombant la colonne principale.
Pendant 20 minutes, un combat rapproché d'arme à feu entre environ 900 Boers et 210 hommes des forces du Commonwealth se déroula, avec de nombreux faits d'armes et de bravoure des deux côtés. Il y eut au total 120 morts et 234 blessés. Le général Oppermann (un vétéran de la bataille de Spion Kop tenue le 24 janvier 1900) et le colonel Benson (un vétéran de la bataille de Magersfontein tenue le 11 décembre 1899) devaient mourir de leurs blessures infligées au cours de la bataille.
Le champ de bataille se trouve sur la Kriel-Kinross road à son intersection avec les R547 et R580 dans la province du Mpumalanga, au sud de la centrale électrique de Matla.
Les 73 morts des forces du Commonwealth furent enterrées à Gun Hill mais ils furent transportés dans les années 1960 au Primrose Cemetery, à Germiston au Gauteng. La tombe du colonel Benson se trouve à  26° 11′ 45,2″ S, 28° 08′ 46,05″ E.